# Neuzell

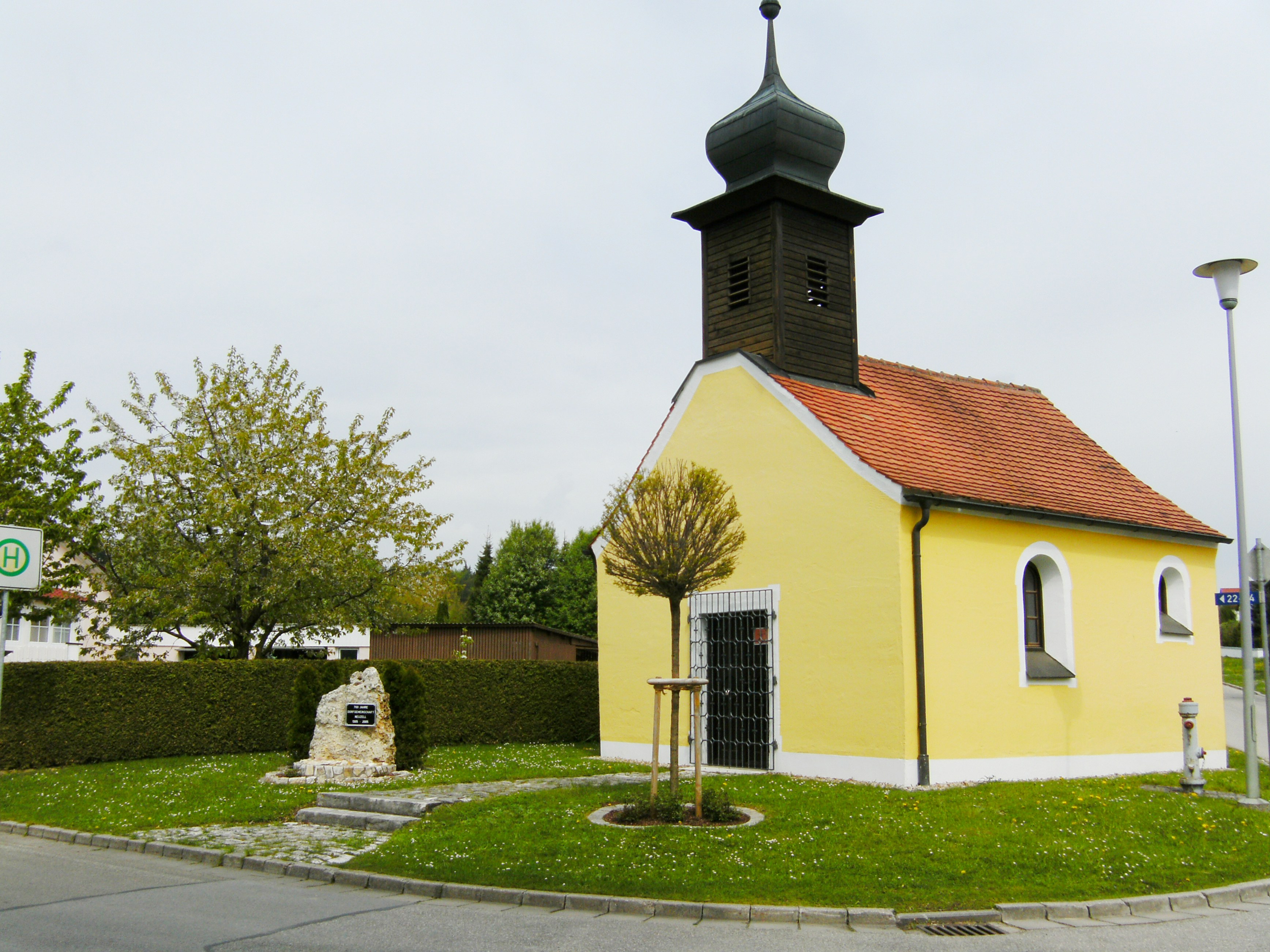
Dorfkapelle

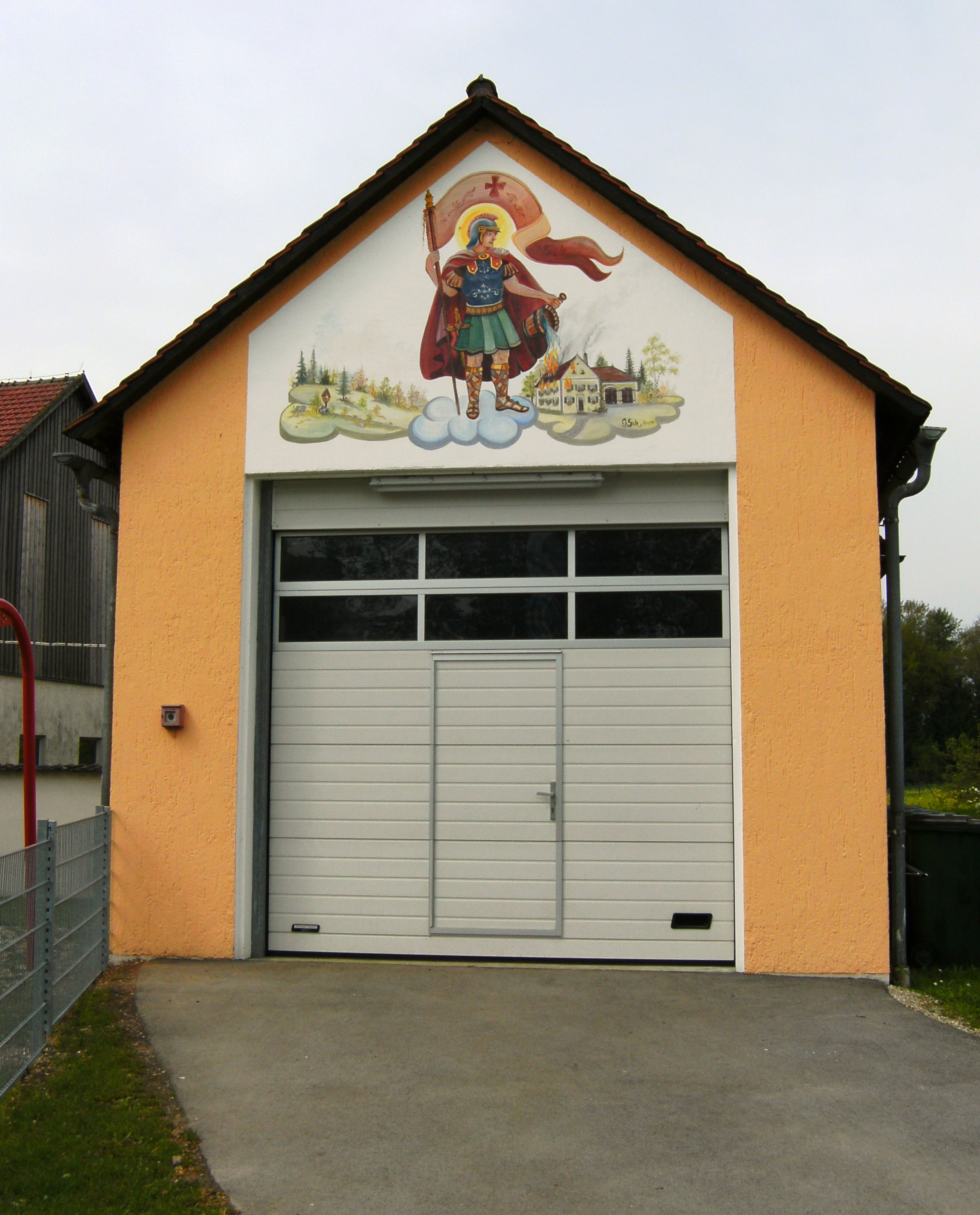
Feuerwehrhaus

Neuzell ist ein Ortsteil der Stadt Beilngries im oberbayerischen Landkreis Eichstätt.

## Lage
Das Dorf liegt auf der Hochfläche der südlichen Frankenalb südlich des Gemeindesitzes Beilngries. Von der Staatsstraße 2229 (Paulushofen–Denkendorf) führt eine nach Westen abzweigende Straße nach Neuzell und weiter nach Irfersdorf.

## Geschichte
Nordöstlich von Neuzell (im Gegensatz zu einem abgegangenen Altenzell so genannt) wurden Gräberfunde aus der Bronzezeit gemacht.
Die erste urkundliche Erwähnung erfährt „Newenczell“ 1305 im Gaimersheimer Schiedsspruch; in der Auseinandersetzung des Eichstätter Bischofs mit Bayern um das Hirschberger Erbe wurde das Dorf dem Hochstift Eichstätt zugesprochen. Etwa zeitgleich hatte der Eichstätter Ministeriale Heinrich Tageno von Obereichstätt fünf Neuzeller Huben zu Lehen, auch die Vogtei und das Gericht. Gleichzeitig oder später bezog der Ministeriale Albert von Wieshofen von 14 Huben in Neu- und Altenzell Abgaben. Ein weiteres Lehen hatten die Emmendorfer und in deren Nachfolge die Absberger zu Rumburg inne. 1384 wird es als Lehen des Heinrich Heginger genannt, im 15. Jahrhundert ist Leonhard Absberger Leheninhaber, 1555 haben die Erben des Erasmus von Absberg das Lehen inne, das danach an das Hochstift zurückfiel. 1398 kaufte der Eichstätter Bischof Friedrich IV. Güter in Neuzell. 1489 verkaufte Wolf von Parsberg seinen Besitz in Neuzell an Hans Dürner zu Ottmaring. 1584 wurden dem Bischof von Eichstätt mit dem Übergang der Töginger Herrschaft an ihn sieben Anwesen und zwei Zinshöfe von Neuzell zu eigen. Sie unterstanden weiterhin bezüglich der Dorf- und Gemeindeherrschaft dem Richteramt Töging des unteren Hochstifts und bezüglich des Hochgerichts dem Oberamt Beilngries-Hirschberg. Beträchtlichen Grundbesitz hatte auch das Kloster Plankstetten.
Im Zuge der Säkularisation kam 1802 das untere Hochstift und in ihm Neuzell an den Großherzog Erzherzog Ferdinand III. von Toskana und 1806 an das bayerische Landgericht Kipfenberg. Ab 1808 bildete Neuzell mit damals 149 Bewohnern zusammen mit den Dörfern Paulushofen und Viehstall einen Steuerdistrikt im Altmühlkreis: Dieser Distrikt gehörte ab 1810 zum Oberdonaukreis mit der Hauptstadt Eichstätt und ab 1817 zum Landgericht Beilngries im Regenkreis mit der Hauptstadt Regensburg. 1818 wurde der Steuerdistrikt politische Gemeinde. Ab 1838 war der Bezirk Beilngries und mit ihm die Gemeinde Paulushofen Teil des Kreises Mittelfranken mit der Hauptstadt Ansbach.
Mit der bayerischen Gebietsreform schloss sich die Gemeinde Paulushofen zusammen mit Neuzell am 1. Januar 1972 der Stadt Beilngries an.
1983 gab es im Dorf mit seinen 85 Einwohnern 16 landwirtschaftliche Betriebe, die zumeist im Nebenerwerb betrieben wurden.

### Neuzeller Brunnen
Etwa drei Kilometer von Neuzell entfernt liegt im Altmühltal der Neuzeller Brunnen; im Mittelalter hatten die Neuzeller Bauern das Recht, hier Wasser zu schöpfen.

### Katholische Dorfkapelle
Das Dorf gehörte wohl seit ältester Zeit zur katholischen Pfarrei Irfersdorf, die seit 2002 von der Pfarrei Gelbelsee aus seelsorgerlich betreut wird. 1749 ist von der Errichtung einer Marienfigur und 1794 von einer barocken Kapelle mit Dachreiter und Kuppel die Rede. Sie ist dem hl. Martin geweiht und birgt einen Altar vom Ende des 18. Jahrhunderts und Heiligenfiguren.

## Vereine
- Freiwillige Feuerwehr
- Schützenverein „Germania-Neuzell“
- Kriegerverein Irfersdorf-Neuzell
- Tennis-Club Neuzell (mit Tennis-Halle)